# Аерофлотський
Аерофло́тський (крим. Aeroflotskıy) — селище в Україні, у складі Сімферопольського району Автономної Республіки Крим. Підпорядковується Гресівській селищній раді.

## Назва
Селище отримало свою назву на честь «Аерофлота» — монопольної радянської державної авіакомпанії. На сьогодні «Аерофлот» є найбільшою російською авіакомпанією і здійснює перельоти в окупований Крим.
У 2023 році у проєкті Постанови Верховної Ради України «Про перейменування деяких населених пунктів Автономної Республіки Крим» селище запропоновано перейменувати на Авіаційне.

## Опис
Розташоване в центральній частині АР Крим, на рівній степовій поверхні (на висоті близько 180 м над рівнем моря), на лівому березі річки Салгир, за 8 км від райцентру (автошлях Н05), з яким має зв'язок тролейбусною лінією і маршрутними таксі.
Територія — 1,0 км². На 2009 рік, за даними міськради, у селищі проживало 3,2 тисячі осіб.
У селищі розташований Сімферопольський аеропорт, автостанція «Аеропорт», дитячий садок «Космонавт», храм-каплиця ікони Божої Матері Одигітрія, клуб, готель. Окрім аеропорту, основними підприємствами є: регіональний структурний підрозділ «Крим Аерорух», авіакомпанія «Крим» і СУ-813.
Від селища прокладений найдовший у світі тролейбусний маршрут до міста Ялти (завдовжки понад 90 км).
Клімат сухий степовий, з м'якою зимою (середня температура січня близько 0 °C) і спекотним, тривалим літом (середня температура липня — +22 °C). Середньорічний рівень опадів — близько 500 мм.

## Історія
Засноване в 1936 році у зв'язку з введенням в експлуатацію Центрального аеропорту, який є основною транспортною інфраструктурою селища.
Після будівництва аеровокзалу (1957), перону, місць стоянок і бетонної злітно-посадкової смуги (з параметрами 2700×45 м; 1960), аеропорт розпочав цілодобово приймати повітряні судна в складних метеорологічних умовах, а поселення при аеропорті отримало статус селища міського типу (1962).
У 2023 році отримало статус селища.

## Населення
За даними перепису населення 2001 року, у селищі мешкала 1961 особа. Мовний склад населення села був таким:
| Мова              | Число ос. | Відсоток |
| ----------------- | --------- | -------- |
| українська        | 75        | 3,82     |
| російська         | 1856      | 94,65    |
| кримськотатарська | 18        | 0,92     |
| вірменська        | 5         | 0,25     |
| білоруська        | 1         | 0,05     |
| болгарська        | 1         | 0,05     |